# Pseudochazara pakistana
Pseudochazara pakistana är en fjärilsart som beskrevs av Gross 1978. Pseudochazara pakistana ingår i släktet Pseudochazara och familjen praktfjärilar. Inga underarter finns listade i Catalogue of Life.